# Rötelkauz
Der Rötelkauz (Strix albitarsis), auch Rostbinden-Waldkauz genannt, ist eine Art aus der Familie der Eigentlichen Eulen (Strigidae). Er kommt ausschließlich in Südamerika vor. Er wurde früher in die Gattung Ciccaba gestellt, wird in jüngerer Literatur aber zur Gattung Strix gerechnet.

## Merkmale

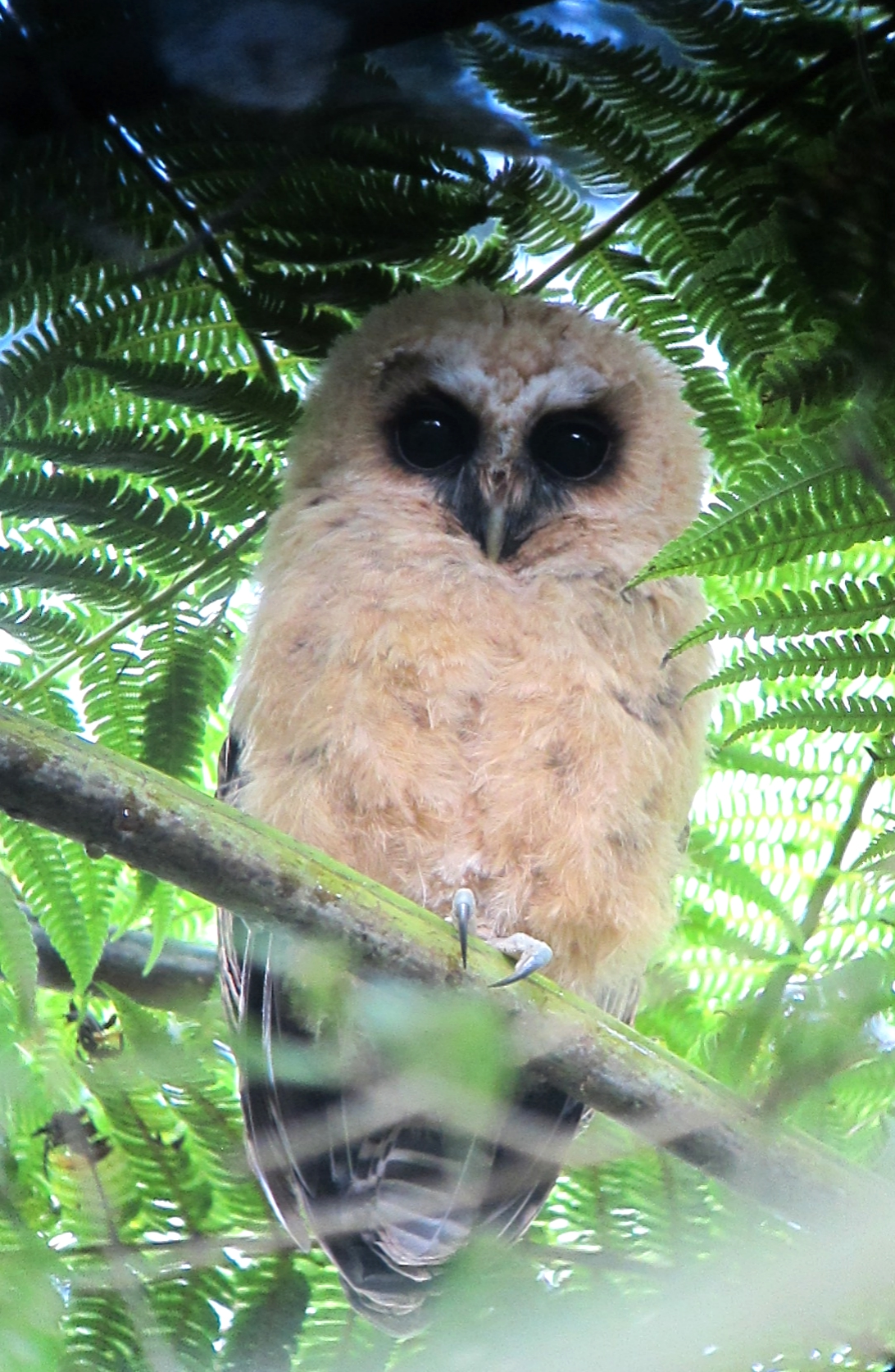
Juveniler Rötelkauz

Mit einer Körpergröße von etwa 30 bis 35 Zentimetern ist der Rötelkauz innerhalb seiner Gattung eine mittelgroße Art. Federohren fehlen. Der Gesichtsschleier ist rötlich und geht um die Augen in Schwarz über; außerdem weist er blasse, konzentrische Linien und einen grauen Rand auf. Die Körperoberseite ist dunkelbraun mit rötlichbraunen Flecken und Querstreifen, die Unterseite weißlich mit rötlichen und dunkelbraunen Längs- und Querstreifen. Die Augen sind orangegelb. 
Verwechslungsmöglichkeiten bestehen vor allem mit der Weißkehl-Kreischeule, die allerdings kleiner und dunkler ist und eine auffällige weiße Kehle besitzt. Der Zebrakauz ist deutlich dunkler und weist ein Gefieder mit feinen weißen Linien auf. Der Sprenkelkauz hat braune Augen und bei ihm fehlen auf der Körperunterseite Längs- und Querstreifen.

## Verbreitungsgebiet und Lebensraum

Verbreitungsgebiet des Rötelkauzes (grün)

Das Verbreitungsgebiet erstreckt sich in einem schmalen Band von Venezuela, Kolumbien und Ecuador bis in den äußersten Nordwesten Perus und von dort aus entlang der östlichen Hänge der Anden bis in den Süden von Bolivien. Der Rötelkauz ist ein Standvogel, der dichte Berg- und Nebelwälder in Höhen zwischen 1.700 und 3.700 Metern bewohnt.

## Lebensweise
Der Rötelkauz ist eine dämmerungs- und nachtaktive Art, über die nur sehr wenig bekannt ist. Die Ornithologen Claus König und Friedhelm Weick bezeichnen ihn in ihrer 2008 erschienenen Monographie als  nahezu vollständig unbekannt („virtually unknown“). Man geht davon aus, dass er sich von kleinen Säugern und Insekten ernährt. Über die Fortpflanzungsbiologie ist gar nichts bekannt. Jungvögel sind aber in Venezuela im Monat August und in Kolumbien im Monat Juni beobachtet worden.

## Systematik
Der Rötelkauz wurde früher gemeinsam mit dem ebenfalls in den tropischen Regionen Südamerikas lebenden Bindenhalskauz (Strix nigrolineata), dem Zebrakauz (Strix huhula), dem Sprenkelkauz sowie dem afrikanischen Afrikakauz (Strix woodfordii) in eine eigene Gattung Ciccaba gestellt, die jedoch aufgelöst und mit der Gattung Strix vereinigt wurde.

## Belege

### Einzelbelege
1. 1 2   König et al., S. 373